# Карен Вінн Фонстад
Карен Лі Вінн Фонстад (англ. Karen Wynn Fonstad; 18 квітня 1945 — 11 березня 2005) — американська картографиня і вчена, яка розробила кілька атласів вигаданих світів, включно з її «Атласом Середзем'я» 1981 року про творчість Дж. Р. Р. Толкіна.

## Молодість і освіта
Народилася Карен Лі Вінн в Оклахома-Сіті, штат Оклахома, від батьків Джеймса та Естіс Вінн, вона закінчила Норманську середню школу в Нормані, штат Оклахома, а потім отримала ступінь бакалавра фізичної терапії та ступінь магістра географії, спеціалізуючись на картографії, в Університеті ім. Оклахома. Під час навчання в Університеті Оклахоми вона познайомилася з Тоддом А. Фонстадом. У 1970 році вони одружилися, у них було двоє дітей.

## Кар'єра
Перед тим, як піти на пенсію, займаючись вихованням дітей і написанням супутніх атласів, Фонстад була директоркою відділу картографічних послуг в Університеті Вісконсін-Ошкош. Її офіційна подяка за «Атлас Перна» (1984) включає «мій чоловік, Тодд, доцент географії» та факультет географії У. В. Ошкоша. Вона двадцять чотири роки працювала в Комісії з планування міста Ошкош і була членом Громадської ради Ошкоша. Інші інтереси та діяльність включали раду директорів Grand Opera House, комітети з розвитку готелів/конференц-центрів і центрів масового транспорту, корпорацію комерційного розвитку Oshkosh, раду директорів ради покращення бізнесу, комітет Downtown Oshkosh, симфонічну лігу Oshkosh, Camp Fire and Cub Скаутські програми та UW-Oshkosh Faculty Dames, де вона обіймала посади президентки та секретарки.

## Смерть
Карен Вінн Фонстад померла у віці 59 років від ускладнень раку молочної залози.

## Доробок
Фонстад спеціалізувався на створенні вигаданих атласів:
- Атлас Середзем'я (1981) ISBN 0-395-28665-4
  - Середзем'я, засноване на легендаріумі Толкіна
- Атлас Перна (1984) ISBN 0-345-31434-4
  - Перн, заснований на серії «Вершники драконів Перна» Енн Маккефрі
- Атлас Землі (1985) ISBN 0-345-31431-X
  - Земля, заснована на «Хроніках Томаса Ковенанта» Стівена Р. Дональдсона
- Атлас світу Драґонланс (1987) ISBN 0-88038-448-4
  - Krynn, заснований на історіях DragonLance Трейсі Гікмана і Маргарет Вайс (серед інших)
- Атлас забутих королівств (1990)ISBN 0-88038-857-9
  - Забуті Королівства, декорація для Dungeons & Dragons, розроблена Едом Грінвудом, опублікована TSR
- Атлас Середзем'я: переглянуте видання (1992)ISBN 0-395-53516-6